# Belmont-de-la-Loire
Belmont-de-la-Loire là một xã trong tỉnh Loire miền trung nước Pháp.